# Varvara Aleksandrovna Sjachovskaja
Varvara Aleksandrovna Sjachovskaja (ryska: Варва́ра Алекса́ндровна Шаховская) , född 1748, död 1823, var en rysk entreprenör.
Hon och hennes systrar ärvde tillsammans med sin syster 1752 Kusje-Aleksandrovskij järnsmältnings- och järntillverkningsanläggning efter sin far, vilket gjorde henne till en betydande affärsmagnat, då hennes arv hade nationell betydelse. Hon levde från 1773 separerad från sin make och bodde i Paris med sin dotter. År 1792 gifte sig hennes dotter med prins Louis d'Arenberg (1757–1795), som i Ryssland ansågs som en äventyrare. Detta ledde till att Katarina den stora beordrade henne att återvända till Ryssland med sin dotter utan sin svärson, vars giftermål ogiltigförklarades, med hot om att annars få sin egendom, som placerades under hennes morbrors förmyndarskap, konfiskerad. Det hela blev en stor skandal. 